# Dambae
Dambae (tiếng Khmer: ស្រុកដំបែ) là một huyện (srok) thuộc tỉnh Tbong Khmum, Campuchia.
Huyện lỵ là thị trấn Dambae. Dambae cách tỉnh lỵ Kampong Cham khoảng 45 kilômét về phía tây và cách Kratié 47 kilômét về phía nam. Huyện Dambae có khu nghỉ dưỡng và thác nước Haung. Thác nước này nằm tại Làng Srae Veng, Xã Teuk Chrov gần ranh giới với huyện Memot và cách tỉnh lị khoảng 90 km.

## Vị trí
Huyện Dambae nằm ở phía tây của tỉnh Kampong Cham và có ranh giới với một tỉnh khác. Theo kim đồng hồ từ phía bắc, Dambae có ranh giới với huyện Preaek Prasab của tỉnh Kratie ở phía bắc và huyện Memot ở phía đông. Phía nam Dambae là huyện Ponhea Kraek. Dambae có ranh giới phía tây với các huyện Tbong Kmum và Krouch Chhmar của tỉnh Kampong Cham.

## Hành chính
| Khum (Xã)      | Phum (Làng) |
| -------------- | --- |
| Chong Cheach   | Kouk Sralau, Ta Ream, Ta Meakh Chas, Ta Meakh Thmei, Cheach Kaeut, Cheach Cheung, Cheach Thum, Trapeang Chrey, Koun Trom, Stueng Ta Thok, Char Thum, Svay Pak, Ponleak                                        |
| Dambae         | Dambae, Chrey Phluk, Kakaoh, Trapeang Ruessei, Khcheay, Svay Popeah, Thnal, Chey Sambatt |
| Kouk Srok      | Sieng Khveang, Kouk Char, Trapeang Srangae, Kouk Srok, Chheu Teal Chrum, Trapeang Ruessei, Veal Andaeuk, Trapeang Chhuk, SomBor Meas                                                                          |
| Neang Teut     | Khnor, Pongro, Chambak, Neang Teut, Sangkom |
| Seda           | Kampong Reang, Veal Touch, Svay Kambet, Krasang, Sampoar, Andoung Lngieng, Ta Kaev, Tuol Pras, Chi Theang, Chhung Ta Sau, Srerksach, Keangthmey, BreakChorChomren, Bengthmey, Sethaseanchey, Donghar, Hompark |
| Tuek Chrov     | Trabaek, Tuek Chrov, Me Sar, Khley, Ph'av, Srama, Choam Trakuon, Krasang, Srae Veaeng |
| Trapeang Pring | Banghaeur Khlaeng, Srae Kak, Chambak, Pralaoh, Trapeang Pring, Kampraeus, Srae Prang, Bos Khnor, Chi Trun, Tuol Sambour, Cheysoksan, Sarmarkom 16, Senmornorrom                                               |

## Nhân khẩu
Huyện Dambae được chia thành 7 xã (khum) và 63 thông làng (phum). Theo thống kê năm 1998, dân số của huyện là 51.650 người trong 9.738 hộ gia đình.